# شارل ترنه
لوئی شارل اگوست کلود ترنه شناخته شده با نام شارل ترنه (بهفرانسوی: Charles Trenet‎؛ تلفظ به فرانسوی: ʃaʁl tʁəne; ۱۸ مهٔ ۱۹۱۳ – ۱۹ فوریهٔ ۲۰۰۱) یک خواننده و ترانه‌سرای اهل فرانسه بود. معروف‌ترین آثار ترنه در اواخر دهه ۱۹۳۰ تا اواسط دهه ۱۹۵۰ ضبط شده‌اند هر چند او کار خود را تا دهه ۱۹۹۰ ادامه داد. در دورانی که سرایش ترانه برای خوانندگان غیرمعمول بود او ترانه‌هایش را خود می‌سرود و خواندن هر ترانه‌ای به جز آنچه خود نوشته بود را رد می‌کرد.

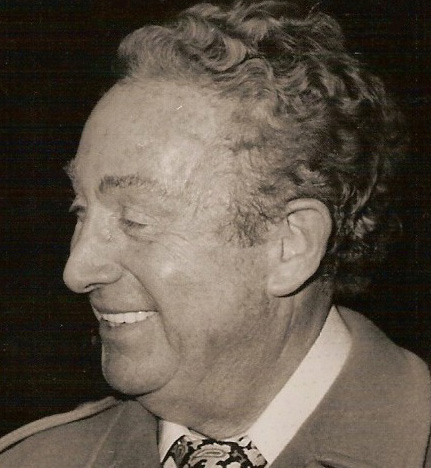
شارل ترنه در سال ۱۹۷۷.